# Lake Don Pedro
Lake Don Pedro è un census-designated place (CDP) degli Stati Uniti d'America, situato nello stato della California, nella contea di Mariposa.